# ブーリー朝

ブーリー朝
بوريون

ブーリー朝の支配領域

ブーリー朝（بوريون The Burid Dynasty）は、12世紀初頭にダマスカスを支配したテュルク系の王朝（アタベク政権）である。その創設者、トゥグ・テギーンはシリア・セルジューク朝をアレッポとダマスカスに分裂させて戦う兄弟のうち、ダマスカスの王ドゥカークのアタベク（後見役）として仕えていた。彼をはじめ、歴代のブーリー朝の支配者たちはブーリを除いては西洋人キリスト教徒と戦うより、むしろその支配を認める道を選んだ。

## ダマスカス、十字軍国家と協力する
ドゥカークが1104年に早世すると、トゥグ・テギーンがダマスカスの実権を握ることになる。トゥグ・テギーンはドゥカークの子で1歳ほどのトゥトゥシュ2世、ついでドゥカークの弟のエルタシュを相次いで立ててそのアタベクとなるが、エルタシュはトゥグ・テギーンの権勢を怖れてダマスカスから逃亡した。その結果、トゥグ・テギーンがダマスカスを支配し世襲するようになり、ダマスカスのセルジューク政権は断絶した。
トゥグ・テギーンのダマスカス政権はエルサレム王国と休戦し、ダマスカス～エルサレム間の地域の収穫を分け合うことなどを決め、シリアにおける十字軍国家群の事実上の支配を許し、それを利用して互いに助け合うなどダマスカスの生き残りを図った。バグダードの大セルジューク朝のスルタンが十字軍からシリアを奪還しようと行った遠征の際は、領土をスルタンに奪われるという恐れと利害が一致した十字軍諸侯と連合軍を組んでダマスカスを防衛し、スルタンを追い返した。以後長年十字軍諸侯と接触を保ちながらダマスカスに君臨し、十字軍と連絡を取り合うニザール派（暗殺教団）と、北からのアンティオキア公国の、双方の脅威が高まる1128年、息子ブーリを跡継ぎにして亡くなる。

## ブーリ、十字軍と戦う
ブーリは即位後ニザール派を大規模に粛清し、市内のニザール派信徒とエルサレム王国とが共同で進めていた「ダマスカス占拠作戦」を直前で阻止した。同年、ダマスカスを攻略しようとするエルサレム王ボードゥアン2世をはじめとする十字軍諸国連合とテンプル騎士団の連合軍と戦ってこれを撃退し、ニザール派と西洋人という最大の危機を乗り切った。しかし1130年には、ダマスカスに野望を持つアレッポの新しいアタベク政権の主、ザンギーに騙され、共同で十字軍攻撃に向かおうとしてザンギーの元へ出発させた将兵や次男サウィンジを人質にされるという屈辱を受ける。彼は巨額の身代金で一同を釈放させたが、以後ダマスカス市民はザンギーを忌み嫌うようになった。ブーリはその後ニザール派の教団員に襲われた傷が元で、 1132年に早世する。

## ダマスカスを狙うザンギーとの駆け引き
ブーリの息子イスマイルは武勇で知られ、1132年にはバニヤース砦をニザール派から奪うなど軍事面での成果があったが、頑固な性格で多くの敵を作り、増大する軍事費に市民は離反し始めた。やがて自分に対する暗殺の動きがあることを知り疑心暗鬼に駆られ、弟サウィンジをはじめ宮廷内外のあらゆる者たちを処刑し始める。収拾のつかなくなった彼は、 1135年、シリアで急速に勢力を増大するアレッポのザンギーにダマスカスを明け渡そうとするが、ザンギーを嫌う市内の有力者たちはイスマイルの母ズムッルド妃に相談した。妃は部下たちに命じ息子イスマイルを殺害させ、もう一人の息子マフムードを擁立した。
ザンギーはこれを知らずダマスカスに入城しようとしたがすでに都市はザンギーを迎え撃つ準備をしていた。交渉は流れ、ダマスカス攻略が開始されるが、都市の実権を握ったトゥグ・テギーンの旧友の武将ムイーヌッディーン・ウヌルの前に攻撃は困難と悟りとりあえず休戦協定が結ばれた。ダマスカスは形式的にザンギーの宗主権を認め人質を送ったが、ザンギーを追い返すことに成功した。ザンギーは帰りがけにダマスカス支配下の町ホムスを奪おうとしたが、ホムスからの救援を受けウヌルが入城・統治し、ザンギーはまたもウヌルに屈することとなった。
1138年5月末、ザンギーはダマスカスに協定締結のため訪れた。かつて息子イスマイルを殺しザンギーを追い返したズムッルド妃と結婚し、妃は持参金としてホムスをザンギーに贈るという奇怪な協定だった。3ヶ月後ホムスで2人は中東諸国やビザンティンからの使者らの前で結婚するが、ズムッルド妃を説得してなんとか彼女の息子のマフムードからダマスカスを引き継ごうとするザンギーの努力はズムッルド妃にかわされてしまい、ザンギーは結局この方法はあきらめた。

## ムイーヌッディーン・ウヌルの統治
1139年7月、ズムッルド妃からマフムードが暗殺されたことと暗殺者を罰してほしいとの便りを受け取り、ザンギーはダマスカスに向かったが、ホムスからダマスカスに引き上げた後ダマスカスを実質的に支配し、マフムードの後継者ムハンマドのアタベクとなっていたウヌルのもと、ダマスカス市内は守りを固め、再びエルサレム王国と連合した。ザンギーはダマスカスの重要拠点バールベクをまず攻撃したが時間がかかり、その間ウヌルは友人の年代記作家ムンキズを通じエルサレム王国の保護下に入る協定を結んだ。いわく、ダマスカスはザンギーを遠ざける、危急の際はダマスカスとエルサレムの軍は統合される、ダマスカスはエルサレムに戦費を払いザンギー支配下の砦をエルサレムとともに攻める、ダマスカスは名家の子弟を人質として差し出すなどである。
1140年4月ダマスカスに迫ったザンギーは、エルサレム王国の救援の前に挟み撃ちを恐れて攻撃をあきらめ引き返した。同年、ダマスカス・エルサレム連合軍はザンギーの砦バニヤースを攻囲し、ザンギーも駆けつけたがすぐに放棄した。ダマスカスはこれをエルサレムに引渡し、ウヌルはエルサレムを公式訪問するなど両国は交流を深めた。
以後、ザンギーはいくつもの勝利を手にしムスリムの希望となりながらついにダマスカスを手にすることなく1146年暗殺されたが、その次男で敬虔なムスリム・ヌールッディーンがアレッポを拠点にザンギー朝の事業を継いだ。彼はたちまちシリアの諸領主を平定していった。
1147年からの第2回十字軍では、西洋から来た諸王はダマスカス包囲戦を行ったが、ウヌルはヌールッディーンらを援軍として呼ぶ一方、エルサレム王国との協定など土着化した十字軍諸侯とのつながりを生かしてキリスト教徒軍の分断を図り、1148年、ルイ7世とコンラート3世をわずか4日で撤退させた。これを最後にウヌルは死に、トゥグ・テギーンの子孫である未成年のアバクが名目上の君主になる。アバクはエルサレム王国と連合しつつ権力を死守しようとするが、イスラム世界や庶民への宣伝の巧みさで知られたヌールッディーンは、市民に対し、十字軍との密約をなじりムスリムの側に立つよう呼びかける工作を行い、ついには包囲の末1154年ダマスカスを無血開城させた。ここにようやくダマスカスは外部の主を受け入れるのである。
ヌールッディーンは新しい拠点ダマスカスを得て十字軍諸侯追放の事業を進め、やがてその事業はザンギーとヌールッディーン2代の有能な右腕だったシール・クーフの甥、サラディンが受け継ぐ。

## ダマスカスのブーリー朝のアミール
- トゥグ・テギーン（サイフールイスラム・ザヒール・ウッディーン・トゥグ・テギーン）（在位：1104年 - 1128年）
- ブーリ（タジ・ウルムルク・ブーリ）（在位：1128年 - 1132年）
- イスマイル（シャムス・ウルムルク・イスマイル）（在位：1132年 - 1135年）
- マフムード（シハブ・ウッディーン・マフムード）（在位：1135年 - 1139年）
- ムハンマド（ジャマル・ウッディーン・ムハンマド）（在位：1139年 - 1140年）
- ムイーヌッディーン・ウヌル（トゥグ・テギーンのマムルーク）（在位：1140年 - 1149年）
- アバク（ムジール・ウッディーン・アバク）（在位：1140年（実質1149年） - 1154年）

## 系図
|  |  |             |             |             |             | トゥグ・テギーン1 |             |         |         |             |             |             |             |             |             |            |            |             |             |             |             |             |             |          |          |          |          |  |  |  |  |  |  |  |  |  |  |  |  |  |  |  |  |  |  |  |  |
|  |  |             |             |             |             |                   |             |         |         |             |             |             |             |             |             |            |            |             |             |             |             |             |             |          |          |          |          |  |  |  |  |  |  |  |  |  |  |  |  |  |  |  |  |  |  |  |  |
|  |  |             |             |             |             | ブーリ2           | ブーリ2     | ブーリ2 | ブーリ2 | ブーリ2     | ブーリ2     |             |             | ズムッルド  | ズムッルド  | ズムッルド | ズムッルド | ズムッルド  | ズムッルド  |             |             | ザンギー    | ザンギー    | ザンギー | ザンギー | ザンギー | ザンギー |  |  |  |  |  |  |  |  |  |  |  |  |  |  |  |  |  |  |  |  |
|  |  |             |             |             |             | ブーリ2           | ブーリ2     | ブーリ2 | ブーリ2 | ブーリ2     | ブーリ2     |             |             | ズムッルド  | ズムッルド  | ズムッルド | ズムッルド | ズムッルド  | ズムッルド  |             |             | ザンギー    | ザンギー    | ザンギー | ザンギー | ザンギー | ザンギー |  |  |  |  |  |  |  |  |  |  |  |  |  |  |  |  |  |  |  |  |
|  |  |             |             |             |             |                   |             |         |         |             |             |             |             |             |             |            |            |             |             |             |             |             |             |          |          |          |          |  |  |  |  |  |  |  |  |  |  |  |  |  |  |  |  |  |  |  |  |
|  |  |             |             |             |             |                   |             |         |         |             |             |             |             |             |             |            |            |             |             |             |             |             |             |          |          |          |          |  |  |  |  |  |  |  |  |  |  |  |  |  |  |  |  |  |  |  |  |
|  |  | イスマイル3 | イスマイル3 | イスマイル3 | イスマイル3 | イスマイル3       | イスマイル3 |         |         | マフムード4 | マフムード4 | マフムード4 | マフムード4 | マフムード4 | マフムード4 |            |            | ムハンマド5 | ムハンマド5 | ムハンマド5 | ムハンマド5 | ムハンマド5 | ムハンマド5 |          |          |          |          |  |  |  |  |  |  |  |  |  |  |  |  |  |  |  |  |  |  |  |  |
|  |  | イスマイル3 | イスマイル3 | イスマイル3 | イスマイル3 | イスマイル3       | イスマイル3 |         |         | マフムード4 | マフムード4 | マフムード4 | マフムード4 | マフムード4 | マフムード4 |            |            | ムハンマド5 | ムハンマド5 | ムハンマド5 | ムハンマド5 | ムハンマド5 | ムハンマド5 |          |          |          |          |  |  |  |  |  |  |  |  |  |  |  |  |  |  |  |  |  |  |  |  |
|  |  |             |             |             |             |                   |             |         |         |             |             |             |             |             |             |            |            | アバク6     |             |             |             |             |             |          |          |          |          |  |  |  |  |  |  |  |  |  |  |  |  |  |  |  |  |  |  |  |  |